# Apolinário de Laodiceia
Apolinário de Laodiceia, dito o Jovem (Laodiceia, ca. 310 - Constantinopla, ca. 390) foi um bispo de Laodiceia, na Síria. Colaborou com seu pai, Apolinário, o Velho, numa reprodução do Antigo Testamento em formato de poesia homérica e pindárica, e do Novo Testamento num formato de diálogo platônico, quando o imperador Juliano, o Apóstata proibiu os cristãos de ensinarem os clássicos.
É importante distinguir Apolinário do seu homônimo, Apolinário Cláudio, bispo de Hierápolis, autor da obra Apologias, bem no início do cristianismo (ca. 170 d.C.).

## História
Segundo Sozomeno, Apolinário conheceu Atanásio de Alexandria quando ele estava retornando ao Egito após o banimento ordenado por Constantino II e teve que passar por Laodiceia, e eles se tornaram amigos. Porém, os arianos, liderados por Jorge de Laodiceia, bispo da cidade, expulsaram Apolinário e o excomungaram, apesar dos insistentes pedidos de perdão. Apolinário então decidiu iniciar sua própria doutrina, anti-ariana, e provar que Jorge havia expulsado alguém com um profundo conhecimento das Escrituras.
Porém, em sua ânsia em enfatizar a divindade de Jesus e a unidade de sua pessoa o levou a negar a existência de uma alma humana racional (νους, nous) na natureza humana de Cristo, sendo esta substituída nele pelo Logos, de forma que seu corpo seria então uma forma espiritualizada e glorificada de humanidade. Sobre (e contra) isto, a visão ortodoxa (ou católica) mantinha que Cristo assumira a natureza humana integralmente, incluindo alma (νους), pois somente assim Ele poderia ser um exemplo e redentor. Na época, alegou-se que o sistema de Apolinário seria, na verdade, docetismo, que se o divino afastasse a humanidade desta forma, não haveria real possibilidade de provação ou avanço na humanidade de Cristo. A posição foi, assim, condenada por diversos sínodos, principalmente pelo Segundo Concílio Ecumênico em Constantinopla, em 381 d.C..
A condenação não evitou que ele tivesse um considerável número de seguidores que, logo após a morte de Apolinário, se dividiram em duas seitas, uma mais conservadora que tomou emprestado seu nome ("vitalianos") de Vitálio II de Antioquia, o candidato apolinarianista para a sé de Antioquia. A segunda ("Ptolomeanos") acrescentando ao credo apolinarista a afirmação de que as duas naturezas estavam tão misturadas que até mesmo o corpo de Cristo era um objeto apropriado para adoração.

## Obras
Embora Apolinário tenha sido um escritor prolífico, quase nada sobreviveu assinado por ele. Algumas de suas obras estão escondidas sob o nome de alguns dos padres (como ἡ κατα μερος πιστις), há muito tempo atribuídos a Gregório Taumaturgo. Estes textos foram reunidos e editados por Hans Lietzmann.
Duas cartas de sua correspondência com Basílio de Cesareia também sobreviveram, embora haja um debate entre os estudiosos sobre a sua autenticidade, pois elas relatam o teólogo ortodoxo Basílio solicitando conselhos teológicos a Apolinário sobre o termo também ortodoxo homoousios (consubstancialidade). Alguns alegam que o motivo desta discrepância é que antes que Apolinário se tornasse um herético, ele era um bispo muito respeitado e amigo pessoal de Atanásio de Alexandria e de Basílio.